# Süddorf (Amrum)
Süddorf (nordfriesisch: Sössaarep, dänisch: Sydtorp) ist ein Ortsteil der Gemeinde Nebel auf der Nordseeinsel Amrum. 

## Geographie
Süddorf liegt im Süden der Insel, rund einen  Kilometer südlich von Nebel, 1,5 Kilometer westlich von Steenodde und drei Kilometer nordwestlich von Wittdün. Der Ort erstreckt sich vor allem in Ost-West-Richtung und hat rund 300 Einwohner. Im Westen befindet sich ein Parkplatz, von dem ein Fußweg durch das Naturschutzgebiet „Amrumer Dünen“ zum Kniepsand führt, dem Amrumer Strand. Südlich von Süddorf befindet sich der Wohnplatz Großdün.
Zum Stichtag der Volkszählung am 25. Mai 1987 hatte Süddorf 115 Einwohner in 53 Haushalten.

## Geschichte
Süddorf war schon in prä- und frühhistorischen Zeiten besiedelt. Davon zeugen mehrere bronzezeitliche Grabhügel und der rund 1800 Meter lange Krümwal, ein Erdwall, der vermutlich aus der Wikingerzeit stammt. 
1464 wurde Süddorf zusammen mit Norddorf als Suder erstmals urkundlich erwähnt, ist aber wesentlich älter. Eine Karte von 1799 zeigt in Süddorf mehrere große Bauernhöfe, darunter das frühere Wohnhaus des Seefahrers Hark Olufs, der in Süddorf geboren wurde, als Sklave in Nordafrika in hohe Positionen aufstieg und schließlich in sein Heimatdorf zurückkehrte, wo er 1754 starb. 
1875 wurde der Leuchtturm Amrum am Südrand des Süddorfer Gebietes eingeweiht. Er hat nach dem Helgoländer Leuchtturm mit 63 Metern über NHN das zweithöchste Leuchtfeuer der deutschen Nordseeküste und ist als Denkmal geschützt. Er steht auf einer 27 Meter hohen Düne. Die Tragweite beträgt 23,3 Seemeilen. Der Leuchtturm ist aufgrund seiner Größe und des charakteristischen rot-weißen Anstrichs das markanteste Gebäude der Insel Amrum.
1882 wurde auf dem Grabhügel Reddenhugh die Bockwindmühle mit Steert „Bertha“ errichtet, die seit 1775 in Munkmarsch auf Sylt gestanden hatte. 1893 wurde sie zur Holländerwindmühle mit Segelgatterflügeln umgebaut und war bis 1939 in Betrieb. Seither dient sie als Wohnhaus. 
Nach dem Zweiten Weltkrieg wuchs der Ort vor allem in Richtung Heideland im Westen. 1968 wurde im Nordosten Süddorfs die „Dörfergemeinschaftsschule Amrum“ eingeweiht, die die Schulen der Insel zusammenfasste. Sie heißt seit 2002 Öömrang Skuul (Öömrang; deutsch: „Amrumer Schule“) und ist eine Grund- und Regionalschule mit Förderzentrumsanteil. Etwa 170 Kinder (Stand 2021) besuchen die Schule.

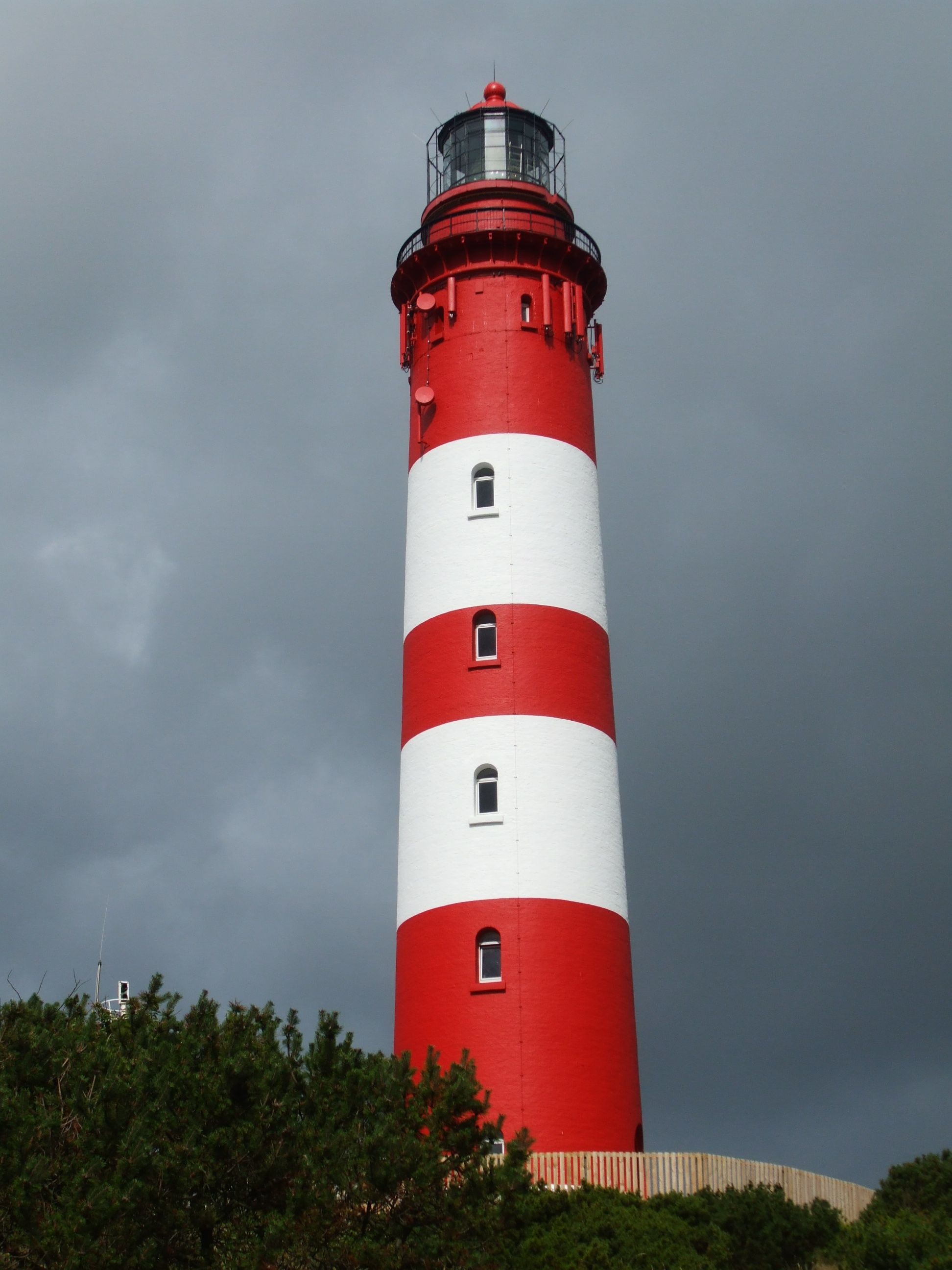
Amrumer Leuchtturm
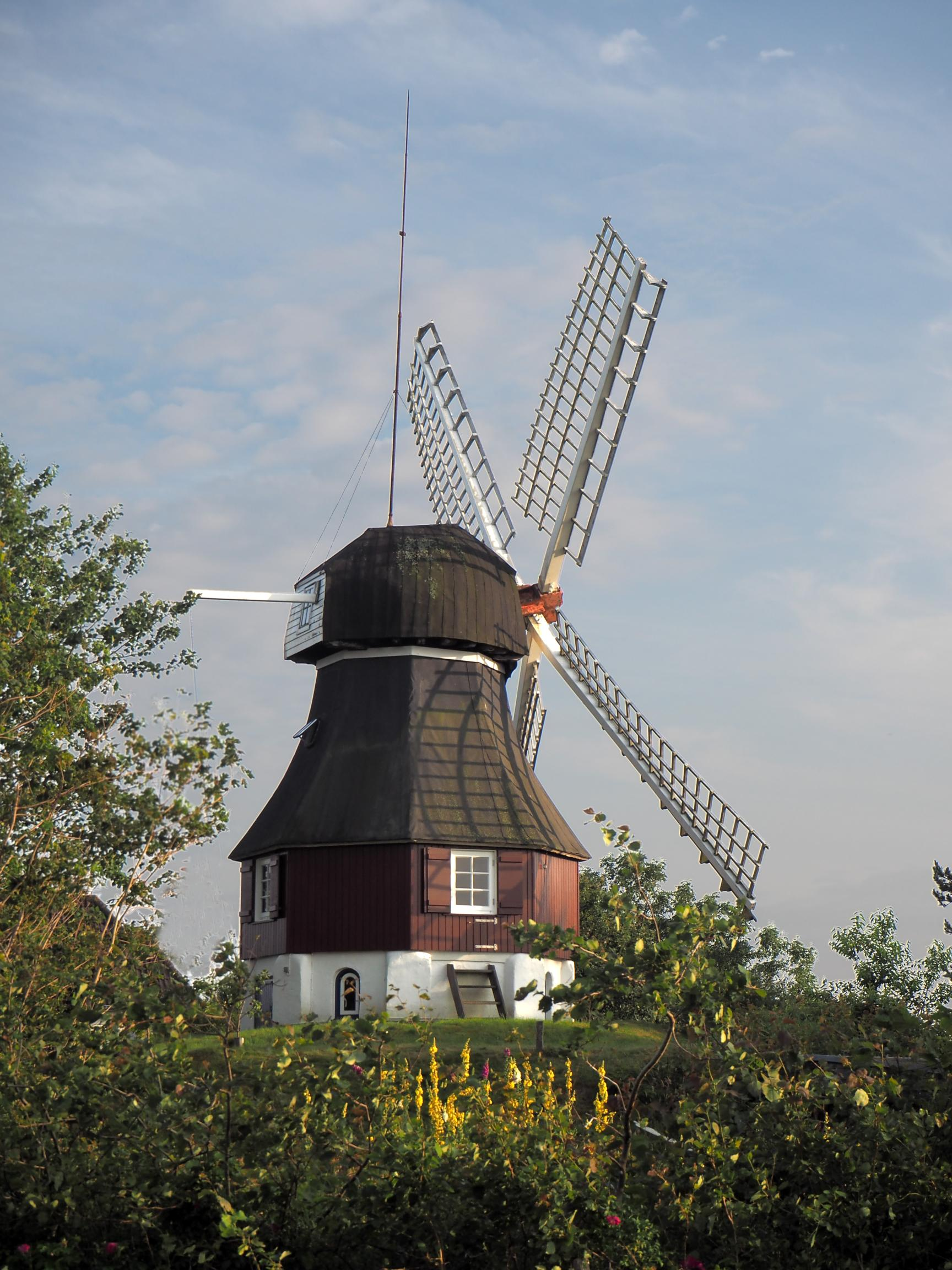
Süddorfer Windmühle
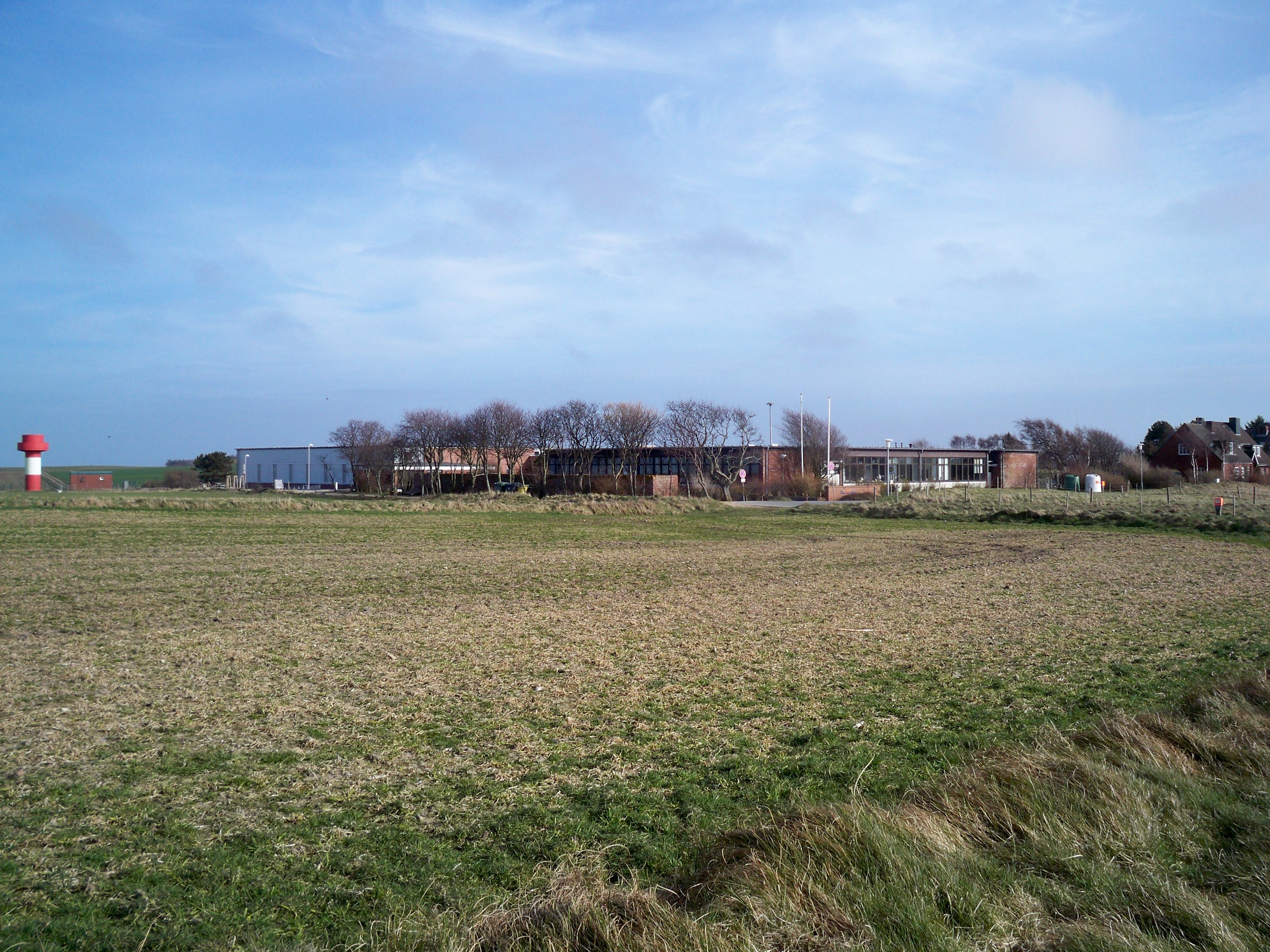
Öömrang Skuul
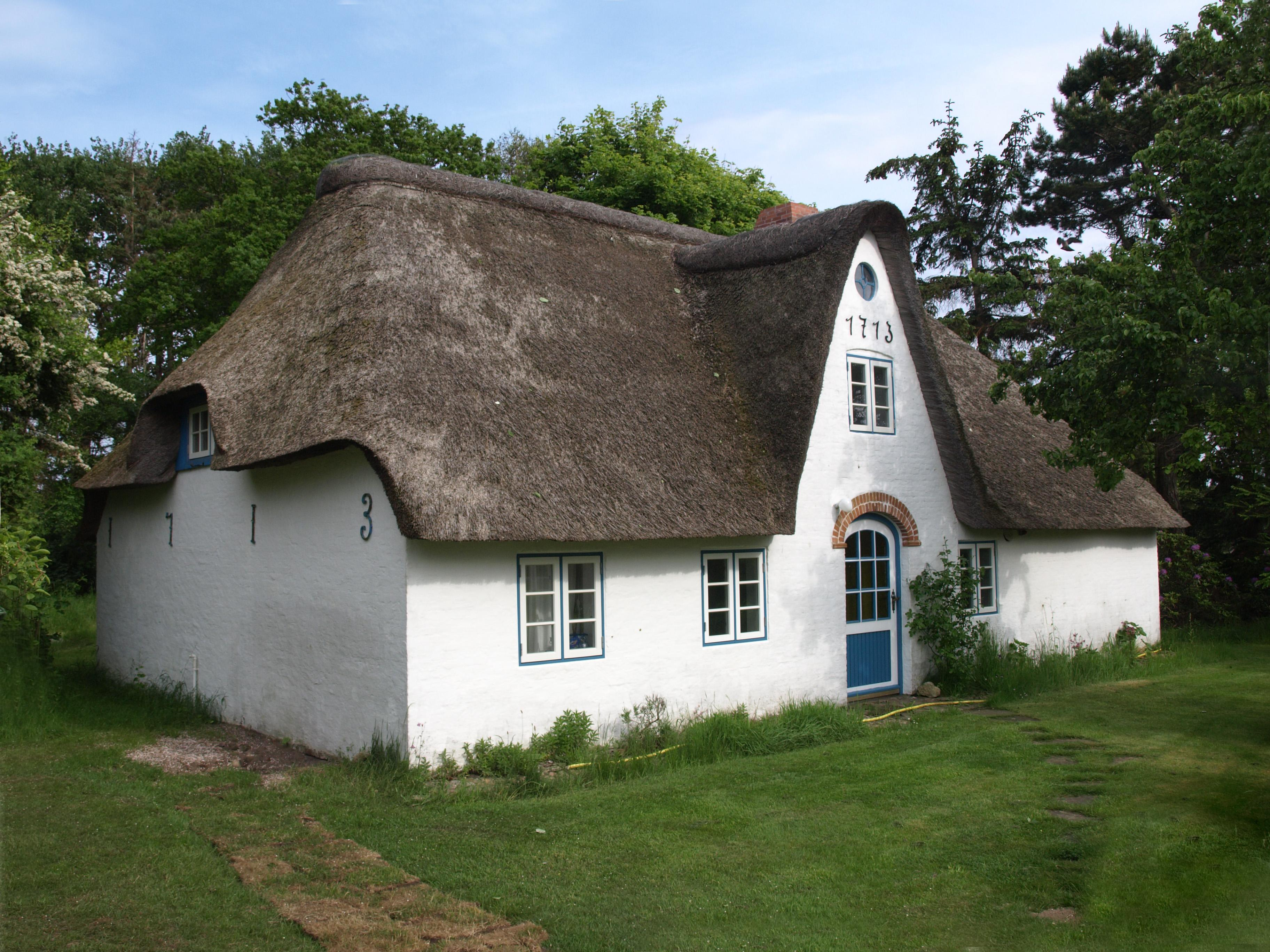
Uthlandfriesisches Haus aus dem 18. Jahrhundert am Uasterstigh
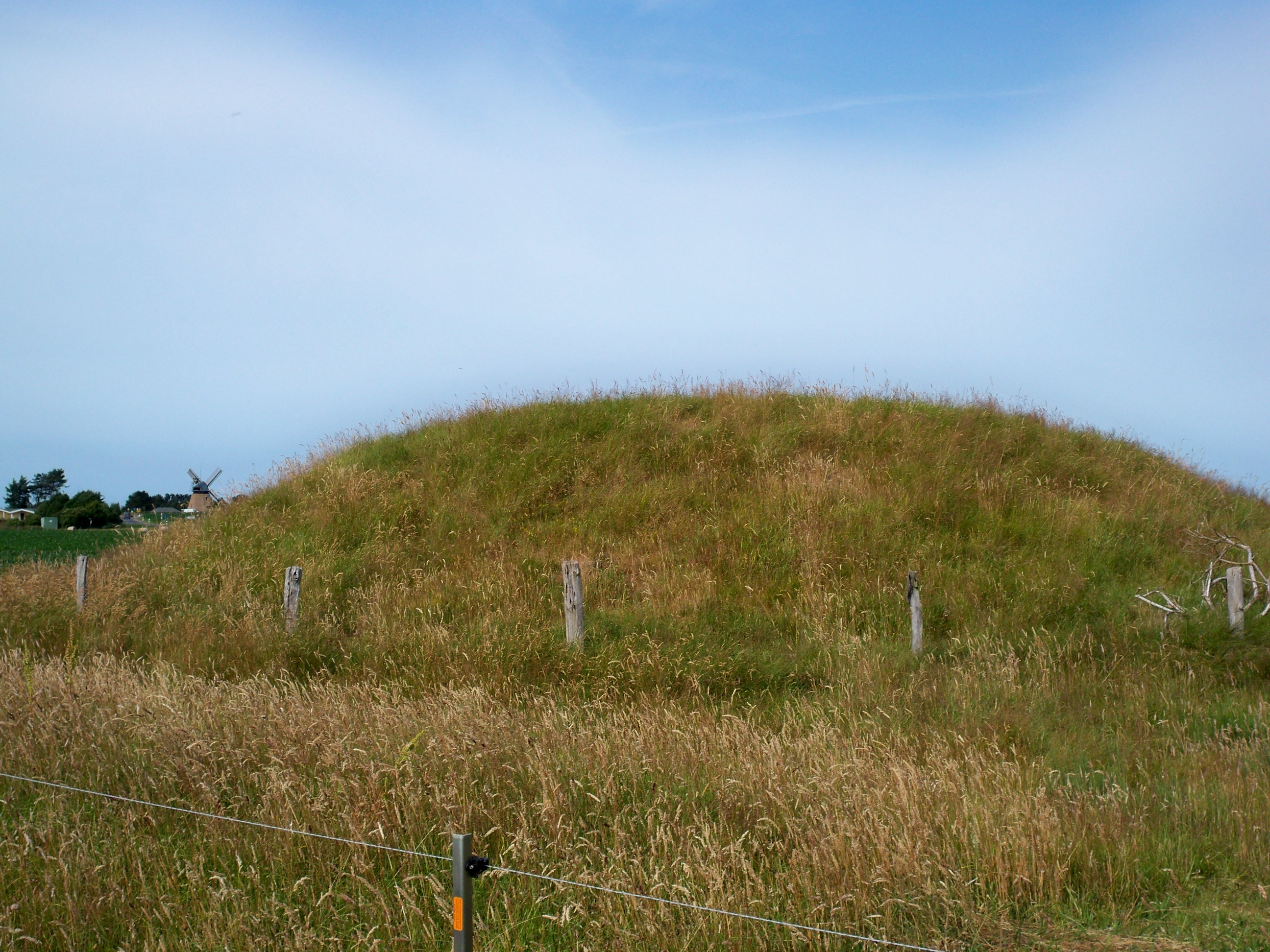
Grabhügel Heeshugh (Bronzezeit), im Hintergrund die Nebeler Windmühle
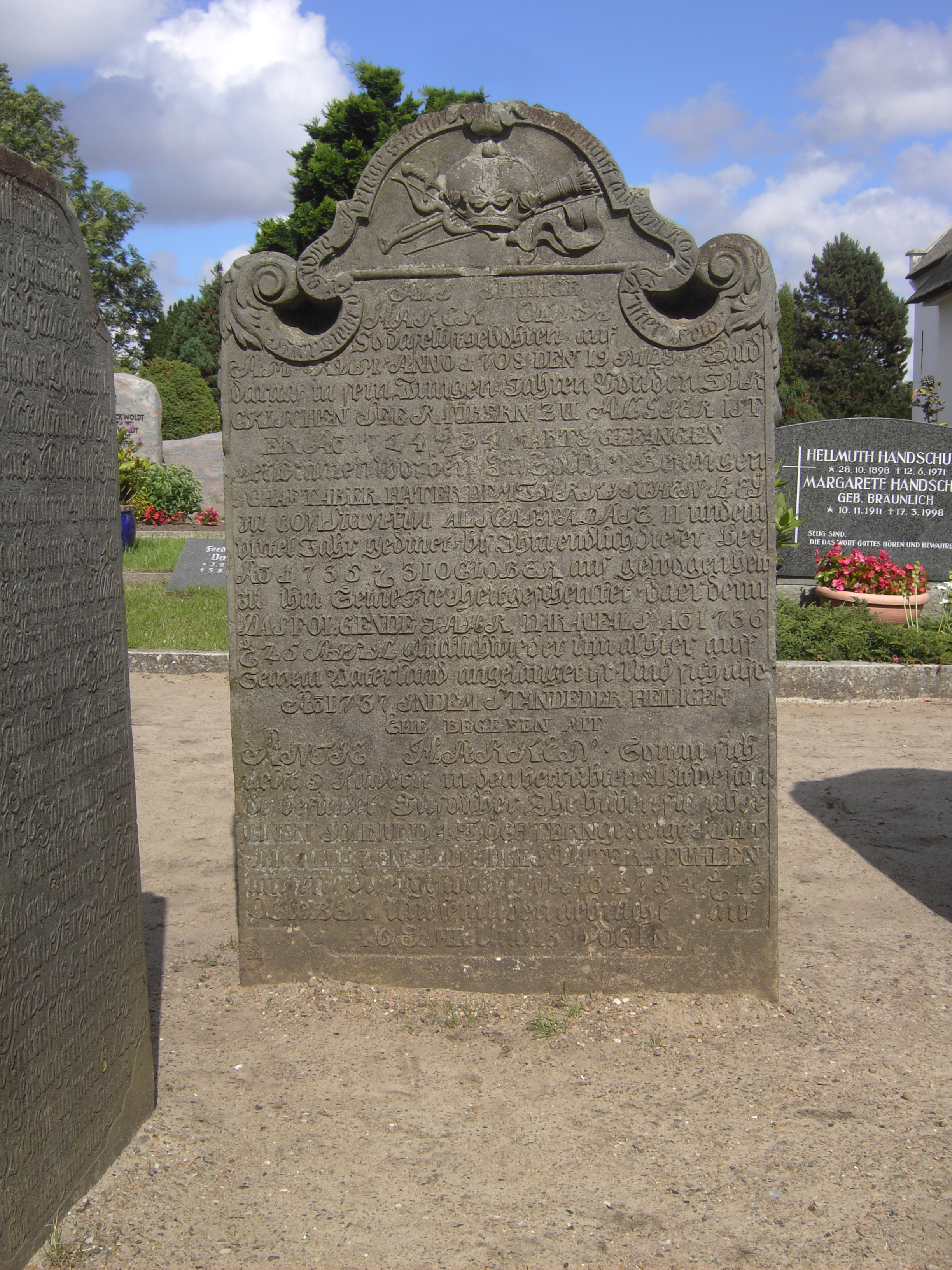
Grabstein Hark Olufs’ in Nebel

## Wirtschaft und Verkehr
Der Haupterwerbszweig in Süddorf ist der Tourismus. Daneben wird Landwirtschaft betrieben.  
Süddorf liegt an der Landesstraße 215, die fast alle Inselorte verbindet. Nach Steenodde führt eine weitere Landesstraße. Süddorf wird im Busverkehr regelmäßig bedient, im Sommer halbstündlich. Die Amrumer Inselbahn bediente Süddorf auf einer westlich gelegenen Trasse bis zu ihrer Einstellung 1939.

## Söhne und Töchter des Ortes
- Hark Olufs (1708–1754), Seefahrer
- Wilhelm Tönissen (1881–1929), Windjammer-Kapitän der Reederei G. J. H. Siemers & Co